# Sigmundur Davíð Gunnlaugsson
Sigmundur Davíð Gunnlaugsson [sɪkˈmʏntʏr ˈtavið kʏnːˈlœʏ̯xsɔn], född 12 mars 1975 i Reykjavik, är en isländsk politiker, som var Islands statsminister från 23 maj 2013 till 7 april 2016. Han avgick i samband med att det avslöjades att han skatteplanerat. Han var partiordförande i Framstegspartiet mellan 2009 och 2016 och är sedan 2017 partiordförande för Centerpartiet.
Sigmundur har en universitetsexamen i bland annat ekonomi och statsvetenskap. Han är gift och har ett barn.

## Politisk karriär
Sigmundur vann partiledarskapsvalet med 40,9 % i januari 2009. Den 22 januari 2009 meddelade Sigmundur att Framstegspartiets då sju mandat skulle stödja en minoritetsregering mellan Samlingsfronten och Vänsterpartiet istället för den styrande koalitionen mellan Självständighetspartiet och Samlingsfronten, detta med syfte att framtvinga ett tidigare Alltingsval. Dagen efter, den 23 januari, meddelande dåvarande statsministern Geir Haarde att ett tidigare alltingsval skulle hållas den 9 maj 2009, och att han själv att inte skulle kandidera på grund av hälsoproblem. Datumet för alltingsvalet flyttades sedan fram till den 25 april 2009, där Framstegspartiet vann 9 mandat.
I alltingsvalet 2013 vann Framstegspartiet och Självständighetspartiet 19 mandat vardera. Den 30 april 2013 blev Sigmundur ombedd av Islands president Ólafur Ragnar Grímsson att bilda regering.
Sigmundur Davíð tog den 5 april 2016 en time out efter att Panamadokumenten två dagar tidigare avslöjat att han undanhållit tillgångar i skatteparadis. Uppdrag granskning hade i början av april utfört en intervju med Sigmundur Davíð där han förnekade undanhållande av tillgångar. När nyheterna kom fram väckte det starka reaktioner från Islands invånare, bland annat i form av folkdemonstrationer utanför Alltinget. Den 7 april ersattes Sigmundur som statsminister av Sigurður Ingi Jóhannsson. Sigmundur Davíð stannade kvar som partiordförande i Framstegspartiet till oktober 2016, då han förlorade ordförandevalet mot Sigurður Ingi.
År 2017 grundade Sigmundur ett nytt parti, Centerpartiet (Miðflokkurinn), som han har varit partiledare för sedan dess. Partiet är sedan valet 2017 representerat i Alltinget.